# Amagerhylde
En amagerhylde er et trekantet A-formet system af mindre hylder, som er kortest foroven og bliver længere nedefter, og som typisk bruges til nips.
Amagerhylden var kendt og udbredt i store dele af Europa i 1700- og 1800-tallet, og derfor hed den tidligere heller ikke en amagerhylde, men en pyramide eller en pyramidehylde. Det folkekære navn amagerhylde kom først til senere. Det er sandsynligt, at det var maleren Julius Exners billede Besøg hos bedstefader, hvor man kan se hylden på væggen hos en af amagerbønderne, der gav den sit nu udbredte danske navn.